# لیبرتس
لیبِرِتس (به چکی: Liberec) (به آلمانی: Reichenberg) ششمین شهر بزرگ جمهوری چک است.
این شهر مرکز استان لیبرتس و بخش لیبرتس است.
لیبرتس بر کرانه رود لوزیتسکا نیسه در میان کوه‌های یشتد-کوزاکوف ریج و ایزرا جای گرفته‌است.
جمعیت لیبرتس بر پایه آمار سال ۲۰۰۷ برابر با ۱۰۳٬۷۳۷ نفر و مساحتش ۱۰۶٫۱ کیلومتر مربع است. این شهر از قرن چهاردهم میلادی پذیرای مهاجران آلمانی و فلاندری بوده‌است. این شهر یکی از مهم‌ترین مراکز استقرار صنایع نساجی است و از همین رو لقب «منچستر بوهم» را به آن داده‌اند. برای بسیاری از مردم چک، لیبرتس معمولاً همراه با برج تلویزیونی یشتد تداعی می‌شود.